# Edmund Hamer Broadbent
Edmund Hamer Broadbent (Lancashire, 15 de junio de 1861 - Stoke-on-Trent, 28 de junio de 1945) fue un misionero cristiano y escritor británico.

## Biografía
Nació en Crumpsall, Lancashire, Inglaterra, y llevó a cabo su actividad misionera bajo el patrocinio del movimiento Plymouth Brethren. Edmund Hamer Broadbent se casó en 1891 con Dora Holiday en Bradford. Juntos tuvieron ocho hijos.
Broadbent fue un misionero que trabajó desde 1900 hasta 1920 en diversas regiones del mundo, incluyendo Austria, Bélgica, Egipto, Alemania, Polonia, Rusia, Turquía, los países bálticos, América del Norte y del Sur, y Uzbekistán. Durante su vida, dominó varios idiomas, como el francés, alemán y, en menor medida, el ruso.
En 1931, publicó por primera vez su obra La Iglesia Peregrina, en la que presenta una historia alternativa de las iglesias que no fueron reconocidas oficialmente en los registros históricos, destacando aquellas que intentaron seguir las enseñanzas del Nuevo Testamento y los principios establecidos por los apóstoles, con énfasis en los efectos negativos de alejarse de dichos principios.

John Bjorli describe a Broadbent como un caballero inglés con una apariencia limpia y como alguien que descubrió rutas de entrada y salida en países que otros consideraban "puertas cerradas".
“No era un hombre grande, su amabilidad y cortesía no permitían imaginarlo como la figura temerosa de un misionero.”
Broadbent falleció el 28 de junio de 1945 en Stoke-on-Trent, Inglaterra.

## Obras
- Pilgrim cherkovi ISBN 1-882701-53-4
- Pilgrim cherkovi ISBN 978-1-882701-53-7 (Gospel Folio Press, 2009)
- Yeremiyo: Yeremiyo paygʻambarning kitobi